# The Burning Trail
The Burning Trail er en amerikansk stumfilm fra 1925 instrueret af Arthur Rosson.

## Medvirkende
- William Desmond som Smiling Bill Flannigan
- Albert J. Smith som Texas
- Mary McIvor som Nell Loring
- Jim Corey som Black Loring
- Jack Dougherty som John Corliss
- Edmund Cobb som Tommy Corliss
- Dolores Rousse som Esther Ramsey
- Harry Tenbrook som Reginald Cholmondeley
- Janet Gaynor som Extra